# Mount Paris
Mount Paris är ett berg i Antarktis. Det ligger i Västantarktis. Argentina, Chile och Storbritannien gör anspråk på området. Toppen på Mount Paris är 2 800 meter över havet.
Terrängen runt Mount Paris är bergig åt sydost, men åt nordväst är den kuperad. Mount Paris är den högsta punkten i trakten. Trakten är obefolkad.